# Kanton–Csuhaj intercity vasútvonal
A Kanton–Csuhaj intercity vasútvonal (egyszerűsített kínai írással: 广珠城际铁路; hagyományos kínai: 廣珠城際鐵路; pinjin: guǎngzhū chéngjì tiělù) a Kuangtung tartományban található Guangzhou déli vasútállomást (Guangzhou, Panyu), a Jiangmen vasútállomást (Xinhui, Jiangmen) és a Zhuhai Jinwan repülőteret (Zhuhai) összekötő, Kuangtung tartományban található Shunde, Zhongshan és Jiangmen településeken keresztül közlekedő, különszintű  regionális emelt sebességű vasútvonal. Ez az első vonal, amely a Gyöngy-folyó-delta metropolisztérség intercity vasúti rendszere vonalai közül elkészült. A China Railway Guangzhou Group üzemelteti.

## Áttekintés
A vasút 2011 januárjában kezdte meg részleges működését. Három részre oszlik, összesen 27 állomással. A fővonal Kanton és Csuhaj City között húzódik, Shunde és Zhongshan érintésével 117 km hosszan, 17 állomással és 200 km/h maximális sebességgel. A Csuhaj City és a Csuhaj repülőtér közötti tervezett meghosszabbítás 35,3 km hosszú, 7 állomással és 160 km/h maximális sebességgel. A Zhongshan és Jiangmen közötti mellékvonal 26 km hosszú, 6 állomással és 200 km/h maximális sebességgel.
Amikor teljesen elkészül, a Csuhaj és Kanton Déli pályaudvar közötti fővonalon utazók választhatnak majd a 46 perces non-stop és a 76 perces, 140 km/h-s, megállás nélküli járat között. A non-stop szolgáltatást csak Csuhaj és Kanton Dél között kínálják, és a Csuhaj (Gongbei) és a Csuhaji repülőtér közötti utazás 25 percre csökken. Jelenleg a Csuhaj (Gongbei) és a Csuhaji repülőtér között 50 percet vesz igénybe az utazás autóval, míg a Csuhaj (Gongbei) és a Kanton (Panyu) közötti utazás 1 óra 30 percet vesz igénybe.
A vasút építése 2005-ben kezdődött, és 2010-re kellett volna befejeződnie, hogy a kvangdzsui Ázsiai Játékok megnyitójára elkészüljön, de ezt a határidőt elmulasztotta.
A Guangzhu vonal megnyitása után Zhongshan kilenc új buszjáratot nyit a működés támogatására, a Zhongshan Public Transportation Corporation szerint. 2010 végéig több mint 100 ingajáratos busz áll majd forgalomba. Kezdetben körülbelül 30 percenként közlekedő vonatokkal,  a járatokat fokozatosan növelték, hogy megbirkózzanak a növekvő utasszámmal. A helyi megállóhelyek iránti nagy kereslet miatt a Jiangmen és Zhuhai között Guangzhou felé közlekedő gyorsjáratok száma korlátozott. Ennek orvoslására egy párhuzamos regionális vasútvonal, a Guangfojiangzhu ICR építését javasolják, amely a Zhuhai Jinwan repülőtér és Guangzhou között közlekedik Jiangmenen és Foshan Nanhai kerületén keresztül.